# Batalla de Marbella
La batalla de Marbella, también conocida como batalla de Punta Cabrita, fue un combate naval de la guerra de sucesión española que tuvo lugar frente a las costas de Marbella, el 21 de marzo de 1705, entre una flota anglo-luso-holandesa y una flota franco-española, con el resultado de una victoria aliada.

## Preludio
El 3 de agosto de 1704, los aliados toman Gibraltar en nombre del archiduque Carlos proclamado en Viena Carlos III rey de España. Los felipistas intentan recuperar la plaza por tierra, y una primera tentativa francesa de invasión por mar se salda con la derrota de la batalla de Vélez-Málaga el 24 de agosto de 1704. 
En enero de 1705, Felipe V decide reconquistar la plaza y nombra comandante de la armada al mariscal de Tessé. Este se da cuenta de que es imposible recuperar la plaza mientras los aliados tengan acceso a ella por mar, por lo que ordena al admiral de Pointis hostigar la plaza con una flota de 18 navíos de línea. 
El Príncipe de Hesse, Jorge de Darmstadt, que comanda Gibraltar, pide asistencia a John Leake, quien parte desde Lisboa con una escuadra de 24 navíos ingleses, cuatro navíos holandeses y ocho portugueses de diferentes tamaños. 
Ante esta fuerza superior, el 17 de marzo, De Pontis pide permiso a de Tessé para retirarse a Toulon. Pero recibe la orden de permanecer en la bahía de Algeciras. Durante este mes, la meteorología no es clemente y la flota francesa sale maltrecha de una violenta tempestad, quedando con sólo cinco barcos en la bahía.

## La batalla
En la mañana del 21 de marzo, la escuadra anglo-luso-holandesa aparece en la bahía. Los franceses intentan escapar, pero son alcanzados junto a Punta Cabrita y tres de sus barcos apresados. Los dos restantes son incendiados en la costa de Marbella por los propios franceses para evitar que cayeran en manos de los enemigos.

## Consecuencias
A la vista de la catástrofe, el mariscal de Tessé retira a una gran parte de sus tropas y transforma el sitio en bloqueo.